# Delia mexicana
Delia mexicana är en tvåvingeart som beskrevs av Griffiths 1991. Delia mexicana ingår i släktet Delia och familjen blomsterflugor. Inga underarter finns listade i Catalogue of Life.